# John Lescroart
Pour les articles homonymes, voir Lécroart.
John Lescroart, né le 14 janvier 1948 à Houston, au Texas est un écrivain américain, auteur de roman policier.

## Biographie
Après des études en littérature anglaise à l'Université de Berkeley, il gagne sa vie en exerçant plusieurs petits métiers et en mettant à profit sa passion pour la guitare, puis devient directeur de la publicité pour la revue Guitar Player de 1978 à 1980.
Sa seule ambition restant l'écriture, à trente-huit ans, il publie son premier livre, Son of Holmes, un roman policier historique se déroulant en France pendant la Première Guerre mondiale et mettant en scène le fils de Sherlock Holmes.
Il est également l'auteur d'une série d'une quinzaine de titres ayant pour héros Dismas Hardy, « un ancien flic devenu avocat à San Francisco » et d'une autre de cinq titres où enquête le lieutenant de la police criminelle Abraham (Abe) Glitsky, qui fit équipe autrefois avec Disma Hardy. Chaque personnage fait des apparitions épisodiques dans la série de son ancien collègue. 

## Œuvre

### Romans

#### SérieAuguste Lupa
- Son of Holmes (1986)
- Rasputin's Revenge (1987)

#### SérieDismas Hardy
- Dead Irish (1989)
- The Vig (1990)
- Hard Evidence (1993)
- The 13th Juror (1994) Publié en français sous le titre Le Treizième Juré, Paris, C. Lefrancq (1996)  (ISBN 2-87153-342-3)
- The Mercy Rule (1998) Publié en français sous le titre Meurtre par pitié, Paris, Éditions Belfond, coll. « Nuits noires » (1999)  (ISBN 2-7144-3608-0) ; réédition, Paris, Pocket, coll. « Presses-Pocket » no 10869 (2001)  (ISBN 2-266-09888-8)
- The Hearing (2000) Publié en français sous le titre La Dernière Audience, Paris, Éditions Belfond, coll. « Nuits noires » (2003)  (ISBN 2-7144-3806-7)
- Nothing But the Truth (1999) Publié en français sous le titre Rien que la vérité, Paris, Éditions Belfond, coll. « Nuits noires » (2001)  (ISBN 2-7144-3720-6)
- The Oath (2002)
- The First Law (2003)
- The Second Chair (2004)
- The Motive (2004)
- Betrayal (2008)
- A Plague of Secrets (2009)
- The Ophelia Cut (2013)
- The Keeper (2014)
- The Fall (2015)
- Poison (2018)
- The Rule of Law (2019)
- The Missing Piece (2022)

#### SérieAbe Glitsky
- A Certain Justice (1995) Publié en français sous le titre Justice sauvage, Paris, Éditions Belfond (1996)  (ISBN 2-7144-3328-6) ; réédition, Paris, Pocket, coll. « Presses-Pocket » no 10250 (1998)  (ISBN 2-266-07660-4)
- Guilt (1997) Publié en français sous le titre Faute de preuves, Paris, Éditions Belfond, coll. « Nuits noires » (1998)  (ISBN 2-7144-3421-5) ; réédition, Paris, Pocket, coll. « Presses-Pocket » no 10547 (2000)  (ISBN 2-266-08776-2)
- The Hearing (2000)
- Damage (2011)
- The Keeper (2014)

#### SérieWyatt Hunt
- The Hunt Club (2006)
- The Suspect (2007)
- Treasure Hunt (2010)
- The Hunter (2012)

Nouvelles

- La pêche miraculeuse in Face à Face, Fleuve Noir, collection 12/21, 2020 (Face Off, 2014), Policier, Thriller, trad. Maxime Berrée  (ISBN 2265154709)Écrit avec T. Jefferson Parker. Anthologie réunie par David Baldacci - 11 nouvelles rédigées par des équipes de deux à trois auteurs.

#### Autres romans
- Sunburn (1981)
- Natural Suspect (2001) (coécrit avec William Bernhardt, Leslie Glass, Gini Hartzmark, John Katzenbach, Bonnie MacDougal, Phillip M. Margolin, Brad Meltzer, Michael Palmer, Lisa Scottoline et Laurence Shames)
- The Suspect (2007)
- Sunburn (2009)
- No Rest for the Dead (2011) (coécrit avec Jeff Abbott, Lori Armstrong, David Baldacci, Sandra Brown, Thomas H. Cook, Jeffery Deaver, Diana Gabaldon, Tess Gerritsen, Andrew F. Gulli, Lamia Gulli, Peter James, J. A. Jance, Faye Kellerman, Raymond Khoury, Jeff Lindsay, Gayle Lynds, Alexander McCall Smith, Phillip M. Margolin, Michael Palmer, T. Jefferson Parker, Matthew Pearl, Kathy Reichs, Marcus Sakey, Jonathan Santlofer, Lisa Scottoline, R. L. Stine et Marcia Talley)
- Fatal (2017)

### Novellas
- Closure (2013) (coécrit avec M. J. Rose)
- Silent Hunt: Wyatt Hunt vs. Joe Trona (2014) (coécrit avec T. Jefferson Parker)

### Autre ouvrage
- Writing the Popular Novel (2004) (coécrit avec Loren D. Estleman)

## Prix et nominations

### Nominations
- Prix Shamus 1991 du meilleur roman pour Dead Irish[2]
- Prix Anthony 1995 du meilleur roman pour The 13th Juror[3]

## Sources
- Claude Mesplède (dir.), Dictionnaire des littératures policières, vol. 2 : J - Z, Nantes, Joseph K, coll. « Temps noir », 2007, 1086 p. (ISBN 978-2-910-68645-1, OCLC 315873361), p. 191-192.